# Methode van Ritter

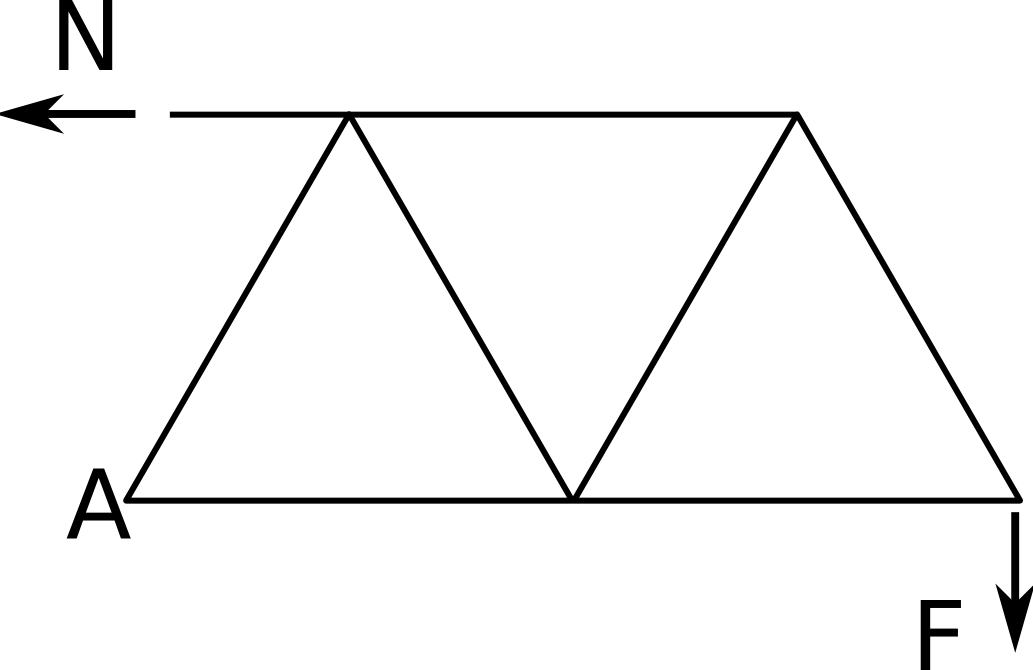
De doorsnede van bijvoorbeeld een brug.
De staafkracht N kan worden gevonden uit het rotatie-evenwicht rond A.

De methode van Ritter of de Rittersnede is een methode waarmee de staafkrachten in een vakwerk kunnen worden gevonden zonder de omliggende staafkrachten te kennen. 
Meestal maakt men in deze methode een doorsnijding door drie staven, die niet in elkaars verlengde liggen, en berekent dan het rotatie-evenwicht rond de doorsnijding van twee staven. In dit rotatie-evenwicht spelen de normaalkrachten in de staven door A geen rol, immers, het moment van die krachten is nul. Zo kan de staafkracht worden gevonden.
In een meer uitgebreide vorm probeert men ook het horizontale en verticale translatie-evenwicht voor het onderdeel uit te schrijven.
De methode is vernoemd naar August Ritter (1826-1908). 